# Жил Верн (ресторан)
Жил Верн (фр. Le Jules Verne) је ресторан у Паризу. Ресторан се налази на другом спрату Ајфелове куле и специјализован је у класичној француској кухињи. Тренутни главни кувар је Фредерик Антон, један од најбољих кувара Француске.

## Опис ресторана
Ресторан представља и један од гастрономских симбола Париза. На лето протекле године ресторан је отворен после дуже паузе и управо овакав какав је сада – дизајнерски освежен и са новим менијем привлачи значајну пажњу туриста па не чуди информација да је резервације за њега неопходно направити чак два месеца унапред, минимум.
Ново издање ресторана дизајнирао је чувени либански архитекта Алин Асмар д’Аман. Нијансе које доминирају су тамно сиве, млечно беле и небескоплаве и подсећају на небо над Паризом.
На самом улазу гости се превозе приватним лифтом како би стигли до стола за уживање у кулинарским специјалитетима.

### Кухиња
У кухињи ресторана могу пронаћи Фредерика Антона, кувара са три Мишелин звездице.

### Главна просторија
Главну просторију красе столови од брушене француске храстовине са седефастим украсима. Около су сива дрвена седишта са наслонима од плетеног прућа и плишаним јастуцима, односно заобљеним сиво тапацираним софама. Тањири су иначе замењени савременим глазираним керамичким књигама, при чему је свака од њих украшена цитатом из књиге ”Пут у средиште Земље”.
Читава нова визија овог ресторана заправо је инспирисана прошлошћу Ајфеловог торња, односно раним 1900-тим годинама и литерарним печатом који је оставио француски књижевник Жил Верн.
Један зид у дневном боравку краси фотографија легендарног креатора Карла Лагерфелда.

## Изјава о ресторану
Будући да ресторан одликују Мишелинове звездице, првенствено га предлажемо као врхунску кулинарску дестинацију коју треба да посетите.— Једна од посетилаца